# Mistrzostwa Świata w Lekkoatletyce 2023 – sztafeta 4 × 100 m kobiet
Sztafeta 4 × 100 metrów kobiet – jedna z konkurencji biegowych rozgrywanych podczas lekkoatletycznych mistrzostw świata na Nemzeti Atlétikai Központ w Budapeszcie.
Tytuł mistrzowski z 2022 obroniła reprezentacja Stanów Zjednoczonych.

## Terminarz
Źródło: worldathletics.org.
| Data        | Godzina |            |
| ----------- | ------- | ---------- |
| 25 sierpnia | 20:00   | Eliminacje |
| 26 sierpnia | 21:53   | Finał      |

## Rekordy
Tabela prezentuje rekord świata, rekord mistrzostw świata, rekordy kontynentów oraz najlepszy wynik na listach światowych w sezonie 2023 przed rozpoczęciem mistrzostw.
|                            | Państwo                                                                                         | Wynik | Miejsce     | Data                      |
| -------------------------- | ----------------------------------------------------------------------------------------------- | ----- | ----------- | ------------------------- |
| Rekord świata              | Stany Zjednoczone · (Tianna Madison, Allyson Felix, Bianca Knight, Carmelita Jeter)             | 40,82 | Londyn      | 10 sierpnia 2012(dts)     |
| Rekord mistrzostw świata   | Jamajka · (Veronica Campbell-Brown, Natasha Morrison, Elaine Thompson, Shelly-Ann Fraser-Pryce) | 41,07 | Pekin       | 29 sierpnia 2015(dts)     |
| Rekord Afryki              | Nigeria · (Joy Udo-Gabriel, Favour Ofili, Rosemary Chukwuma, Nzubechi Grace Nwokocha)           | 42,22 | Eugene      | 23 lipca 2022(dts)        |
| Rekord Ameryki Południowej | Brazylia · (Evelyn dos Santos, Ana Cláudia Silva, Franciela Krasucki, Rosângela Santos)         | 42,29 | Moskwa      | 18 sierpnia 2013(dts)     |
| Rekord Ameryki Północnej   | Stany Zjednoczone · (Tianna Madison, Allyson Felix, Bianca Knight, Carmelita Jeter)             | 40,82 | Londyn      | 10 sierpnia 2012(dts)     |
| Rekord Australii i Oceanii | Australia · (Rachel Massey, Suzanne Broadrick, Jodi Lambert, Melinda Gainsford-Taylor)          | 42,99 | Pietersburg | 18 marca 2000(dts)        |
| Rekord Azji                | Chiny · (Lin Xiao, Li Yali, Liu Xiaomei, Li Xuemei)                                             | 42,23 | Szanghaj    | 23 października 1997(dts) |
| Rekord Europy              | NRD · (Silke Gladisch, Sabine Rieger, Ingrid Auerswald, Marlies Göhr)                           | 41,37 | Canberra    | 6 października 1985(dts)  |
| Listy światowe             | Teksas ( Julien Alfred, Ezinne Ebba, Rhasidat Adeleke, Kevona Davies)                           | 41,55 | Austin      | 8 czerwca 2023(dts)       |

## Wyniki

### Eliminacje
Awans: 3 najlepsze sztafety z każdego biegu (Q) oraz 2 z najlepszymi czasami wśród przegranych (q).
Źródło: worldathletics.org.
| Pozycja | Bieg | Tor | Państwo                  | Zawodniczki                                                                      | Czas  | Uwagi |
| ------- | ---- | --- | ------------------------ | -------------------------------------------------------------------------------- | ----- | ----- |
| 1.      | 2    | 6   | Stany Zjednoczone        | Tamari Davis, Twanisha Terry, Tamara Clark, Melissa Jefferson                    | 41,59 | Q,    |
| 2.      | 1    | 2   | Jamajka                  | Briana Williams, Elaine Thompson-Herah, Sashalee Forbes, Shelly-Ann Fraser-Pryce | 41,70 | Q,    |
| 3.      | 2    | 8   | Wybrzeże Kości Słoniowej | Murielle Ahouré-Demps, Marie Josée Ta Lou, Jessika Gbai, Maboundou Koné          | 41,90 | Q,    |
| 4.      | 2    | 4   | Włochy                   | Dalia Kaddari, Anna Bongiorni, Alessia Pavese, Zaynab Dosso                      | 42,14 | Q,    |
| 5.      | 1    | 5   | Wielka Brytania          | Asha Philip, Imani Lansiquot, Bianca Williams, Annie Tagoe                       | 42,33 | Q,    |
| 6.      | 2    | 3   | Holandia                 | N'Ketia Seedo, Marije van Hunenstijn, Jamile Samuel, Tasa Jiya                   | 42,53 | q     |
| 7.      | 1    | 4   | Szwajcaria               | Nathacha Kouni, Salomé Kora, Géraldine Frey, Melissa Gutschmidt                  | 42,64 | Q,    |
| 8.      | 2    | 5   | Polska                   | Pia Skrzyszowska, Kryscina Cimanouska, Magdalena Stefanowicz, Ewa Swoboda        | 42,65 | q,    |
| 9.      | 1    | 7   | Niemcy                   | Louise Wieland, Sina Mayer, Gina Lückenkemper, Rebekka Haase                     | 42,78 | qR,   |
| 10.     | 1    | 8   | Trynidad i Tobago        | Akilah Lewis, Michelle-Lee Ahye, Reyare Thomas, Leah Bertrand                    | 42,85 | SB    |
| 11.     | 1    | 9   | Hiszpania                | Lucia Carrillo, Jaël Bestué, Paula Sevilla, Carmen Marco                         | 42,96 | SB    |
| 12.     | 1    | 3   | Francja                  | Carolle Zahi, Gémima Joseph, Helene Parisot, Mallory Leconte                     | 43,12 | SB    |
| 13.     | 2    | 9   | Kuba                     | Laura Moreira, Enis Pérez, Yarima García, Yunisleydis García                     | 43,17 | =     |
| 14.     | 2    | 1   | Węgry                    | Gréta Kerekes, Jusztina Csóti, Boglárka Takács, Anna Luca Kocsis                 | 43,38 | NR    |
| 15.     | 2    | 2   | Brazylia                 | Garbriela Mourão, Vitória Cristina Rosa, Ana Azevedo, Rosângela Santos           | 43,46 | SB    |
| 16 !    | 2    | 7   | Nigeria                  | Justina Eyakpobeyan, Favour Ofili, Rosemary Chukwuma, Faith Okwose               | DNF   |       |
| 16 !    | 1    | 6   | Australia                | Ebony Lane, Bree Masters, Kristie Edwards, Torrie Lewis                          | DNF   |       |

### Finał
Źródło: worldathletics.org.
| Pozycja | Tor | Państwo                  | Zawodniczki                                                                   | Czas  | Uwagi   |
| ------- | --- | ------------------------ | ----------------------------------------------------------------------------- | ----- | ------- |
| 01 !    | 6   | Stany Zjednoczone        | Tamari Davis, Twanisha Terry, Gabrielle Thomas, Sha’Carri Richardson          | 41,03 | CR · WL |
| 02 !    | 7   | Jamajka                  | Natasha Morrison, Shelly-Ann Fraser-Pryce, Shashalee Forbes, Shericka Jackson | 41,21 | SB      |
| 03 !    | 8   | Wielka Brytania          | Asha Philip, Imani Lansiquot, Bianca Williams, Daryll Neita                   | 41,97 | SB      |
| 4.      | 4   | Włochy                   | Zaynab Dosso, Dalia Kaddari, Anna Bongiorni, Alessia Pavese                   | 42,49 |         |
| 5.      | 3   | Polska                   | Pia Skrzyszowska, Kryscina Cimanouska, Magdalena Stefanowicz, Ewa Swoboda     | 42,66 |         |
| 6.      | 1   | Niemcy                   | Louise Wieland, Sina Mayer, Gina Lückenkemper, Rebekka Haase                  | 42,98 |         |
| 07 !    | 5   | Wybrzeże Kości Słoniowej | Murielle Ahouré-Demps, Marie Josée Ta Lou, Jessika Gbai, Maboundou Koné       | DNF   |         |
| 07 !    | 2   | Holandia                 | N'Ketia Seedo, Lieke Klaver, Nadine Visser, Tasa Jiya                         | DNF   |         |
| 09 !    | 9   | Szwajcaria               | Nathacha Kouni, Salomé Kora, Géraldine Frey, Melissa Gutschmidt               | DQ    | TR24.7  |